# Aulacophora quadripartia
Aulacophora quadripartia is een keversoort uit de familie bladkevers (Chrysomelidae). De wetenschappelijke naam van de soort werd in 1877 gepubliceerd door Léon Marc Herminie Fairmaire.